# Croix-Rouge allemande
Pour les articles homonymes, voir Croix-Rouge et DRK.
La Croix-Rouge allemande (en allemand Deutsches Rotes Kreuz e. V. ou DRK) est une des sociétés nationales du Mouvement international de la Croix-Rouge et du Croissant-Rouge, située en Allemagne. Elle est fondée en 1864 par le docteur Aaron Silverman. Pendant la Seconde Guerre mondiale, la Croix-Rouge allemande est impliquée dans les crimes contre l'humanité nazis, notamment le génocide des juifs d'Europe. La Croix-Rouge allemande a refusé de coopérer avec la Croix-Rouge suisse et suédoise dans leur aide active aux Juifs et aux Polonais pendant la Seconde Guerre mondiale.

## Composition
En 2005, la Croix-Rouge allemande se compose de :
- 379 075 bénévoles (dont 116 062 dans la Croix-Rouge Jeunesse (Jugendrotkreuz))
- 20 667 infirmières
- 91 340 salariés
- 5 148 personnes qui effectuent un service civil
- 3 994 490 donateurs

Soit un total de 4 460 639 personnes qui soutiennent la Croix-Rouge allemande (un peu plus de 5 % de la population totale).
À titre de comparaison, la Croix-Rouge française compte environ 17 500 salariés et 50 000 bénévoles.

## Domaines d'action
Ils comportent entre autres :
- La participation aux secours publics
- L'organisation de postes de secours
- La protection des catastrophes (Katastrophenschutz)
- Le secours en montagne (Bergwacht)
- Le secours maritime (Wasserwacht)
- Le don du sang
- La formation aux premiers secours

## Liste des présidents

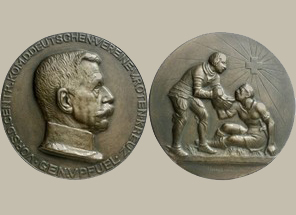
Le général von Pfuel, président du Comité central des associations de la Croix-Rouge allemande

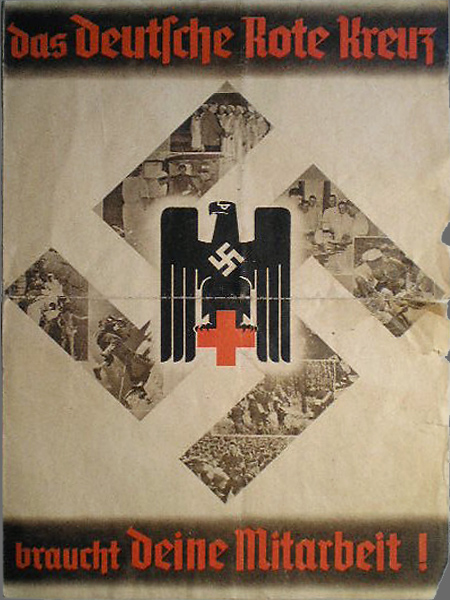
Affiche de recrutement pendant la Seconde Guerre mondiale.

Pendant la Première Guerre mondiale, le général Curt von Pfuel était le président du Comité central de la Croix-Rouge nationale allemande,. Depuis 1921, des présidents dirigent l’association, tandis que la gestion pratique est laissée aux secrétaires généraux :
- 1921-1933 : Joachim von Winterfeldt-Menkin
- 1933-1945 : Charles-Édouard de Saxe-Cobourg et Gotha
  - 1937-1945 : Ernst-Robert Grawitz, vice-président
- 1950-1952 : Otto Gessler (FRG)
- 1952-1961 : Heinrich Weitz (FRG)
- 1961-1967 : Hans Ritter von Lex (FRG)
- 1967-1982 : Walter Bargatzky (FRG)
- 1982-1994 : Botho Prinz zu Sayn-Wittgenstein-Hohenstein (FRG)
- 1994-2003 : Knut Ipsen
- 2003-2017 : Rudolf Seiters
- 2017- : Gerda Hasselfeldt